# Strada statale 593 di Borgo d'Ale
La ex strada statale 593 di Borgo d'Ale (SS 593), ora strada provinciale 593 di Borgodale (SP 593) in provincia di Biella e strada provinciale 593 di Borgo d'Ale (SP 593) in provincia di Vercelli, era una strada statale italiana il cui percorso si sviluppa per intero in Piemonte; attualmente è classificata interamente come strada provinciale.

## Percorso

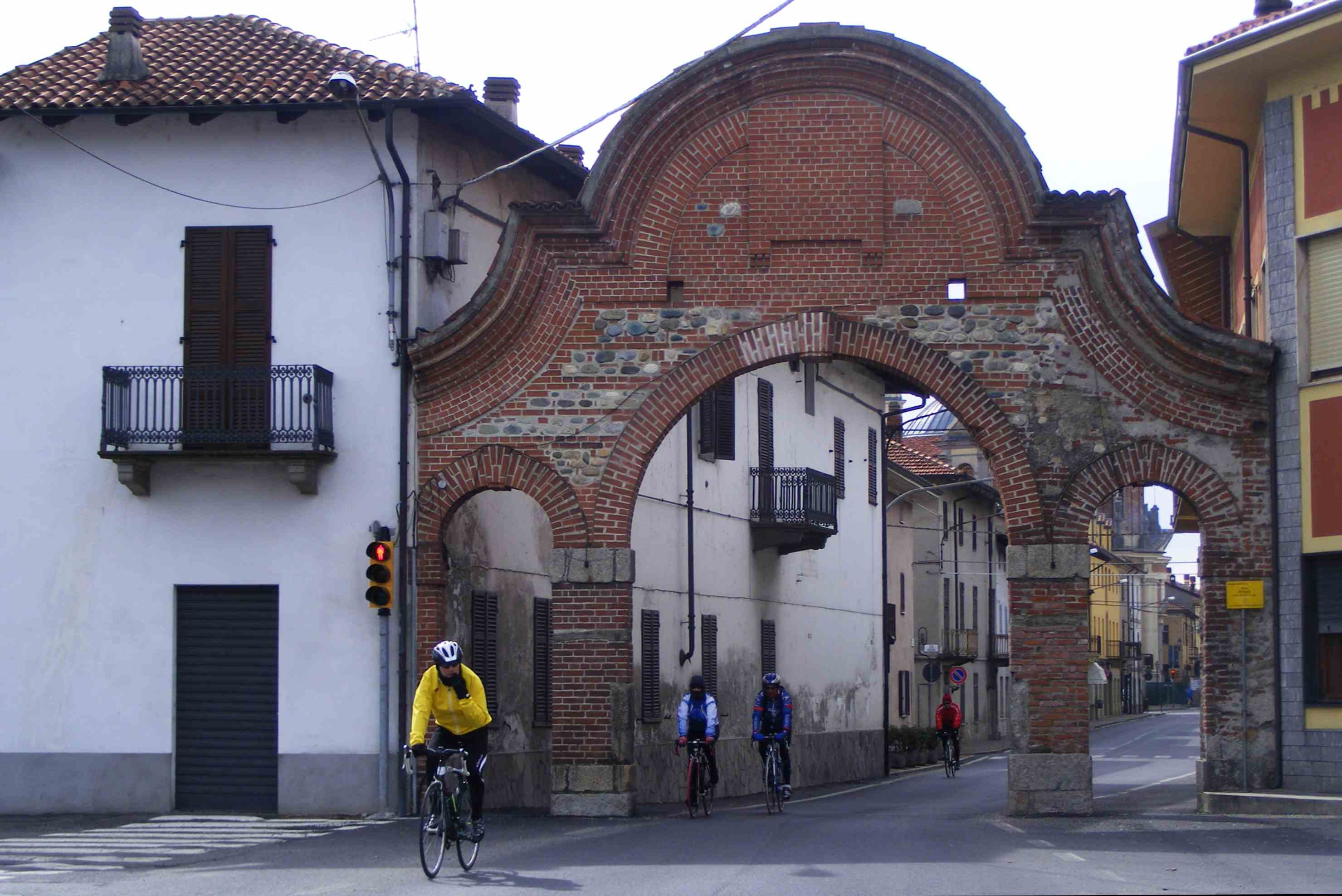
L'arco di Borgo d'Ale (porta d'Alice) sotto il quale passa la strada

Ha origine a Cigliano, dalla ex strada statale 11 Padana Superiore e, attraversate le località di Borgo d'Ale e Alice Castello, arriva a Cavaglià, dove si immette sulla ex strada statale 143 Vercellese. Il traffico è principalmente locale.

## Storia
Già inserita nel piano generale delle strade aventi i requisiti di statale del 1959, è solo col decreto del Ministro dei lavori pubblici del 16 luglio 1969 che viene elevata a rango di statale con i seguenti capisaldi d'itinerario: "Innesto strada statale n. 142 a Cavaglià - Alice Castello - Borgo d'Ale - innesto strada statale n. 11 a Cigliano" per una lunghezza di 12,600 km".
Col decreto del Ministro dei lavori pubblici del 16 marzo 1981 la circonvallazione di Cavaglià entrò a far parte dell'itinerario della strada statale 228 del Lago di Viverone e contestualmente un tratto dismesso di quest'ultima entrò a far parte dell'itinerario della SS 593 portando ad una lunghezza definitiva di 12,968 km.
In seguito al decreto legislativo n. 112 del 1998, dal 2001, la gestione è passata dall'ANAS alla Regione Piemonte che ha provveduto al trasferimento dell'infrastruttura al demanio della Provincia di Vercelli e alla Provincia di Biella per le tratte territorialmente competenti.